# Nati nel 1995/Gennaio
| Questa pagina contiene informazioni ricavate automaticamente dalle voci biografiche con l'ausilio del template Bio e di un bot. L'aggiornamento è periodico e automatico e ricostruisce completamente la pagina. Se manca una persona in questa lista, sei pregato di non aggiungerla, ma accertati piuttosto che la sua voce biografica contenga il template Bio e che i dati anagrafici siano correttamente compilati. Se il template Bio manca, inseriscilo tu stesso o, in alternativa, metti l'avviso {{tmp\|Bio}} che ne segnala la mancanza. Se i dati riportati sono sbagliati, correggi direttamente la voce biografica; le modifiche saranno visibili in questa lista entro pochi giorni. Per chiarimenti vedi il progetto biografie. La lista contiene solo le 517 persone che sono citate nell'enciclopedia e per le quali è stato implementato correttamente il template Bio. Pagina aggiornata al 10 ago 2025. |

- 1º gennaio - Abdulfattah Adam, calciatore saudita
- 1º gennaio - Muhammet Akdeniz, lottatore turco
- 1º gennaio - Gökhan Akkan, calciatore turco
- 1º gennaio - Onur Atasayar, calciatore turco
- 1º gennaio - Viulen Ayvazyan, ex calciatore armeno
- 1º gennaio - Sardar Azmoun, calciatore iraniano
- 1º gennaio - Juri Biordi, calciatore sammarinese
- 1º gennaio - Stunna 4 Vegas, rapper statunitense
- 1º gennaio - Gaia Giacomoli, ex rugbista a 15 italiana
- 1º gennaio - Shimeket Gugesa, calciatore etiope
- 1º gennaio - Florijana Ismaili, calciatrice svizzera († 2019)
- 1º gennaio - Anjelina Lohalith, mezzofondista sudsudanese
- 1º gennaio - Daniel Londoño, calciatore colombiano
- 1º gennaio - Mitchel Malyk, slittinista canadese
- 1º gennaio - Adamou Moussa, calciatore nigerino
- 1º gennaio - Zelfy Nazary, calciatore afghano
- 1º gennaio - Poppy, cantante, attrice e ballerina statunitense
- 1º gennaio - Bryan Róchez, calciatore honduregno
- 1º gennaio - Dario Verani, nuotatore italiano
- 1º gennaio - Lauri Vuorinen, fondista finlandese
- 1º gennaio - Tomos Williams, rugbista a 15 britannico
- 1º gennaio - Rahman Çağıran, calciatore turco
- 1º gennaio - Beykan Şimşek, calciatore turco
- 2 gennaio - Giorgi Aburjania, calciatore georgiano
- 2 gennaio - Lorenzo Andrenacci, calciatore italiano
- 2 gennaio - Milčo Angelov, calciatore bulgaro
- 2 gennaio - Marcelo Hermes, calciatore brasiliano
- 2 gennaio - Artem Habelok, calciatore ucraino
- 2 gennaio - Li Meng, cestista cinese
- 2 gennaio - Luka Lučić, calciatore croato
- 2 gennaio - Xavier Moon, cestista statunitense
- 2 gennaio - Matteo Morelli, pallanuotista italiano
- 2 gennaio - Jorys Mène, calciatore francese
- 2 gennaio - Audrys Nin Reyes, ginnasta dominicano
- 2 gennaio - Renata Notni, attrice e modella messicana
- 2 gennaio - Lorenzo Paramatti, calciatore italiano
- 2 gennaio - Artem Radčenko, calciatore ucraino
- 2 gennaio - Fanny Roos, pesista svedese
- 2 gennaio - Aaron Tshibola, calciatore congolese (Repubblica Democratica del Congo)
- 2 gennaio - Yang Liwei, cestista cinese
- 2 gennaio - Júlio César de Rezende Miranda, calciatore brasiliano
- 3 gennaio - Besmir Bojku, calciatore macedone
- 3 gennaio - Muhammed Demirci, calciatore turco
- 3 gennaio - Victoria Duffield, cantante e attrice canadese
- 3 gennaio - Arianna Ferrati, ex calciatrice italiana
- 3 gennaio - Dallas Goedert, giocatore di football americano statunitense
- 3 gennaio - Rondae Hollis-Jefferson, cestista statunitense
- 3 gennaio - Jisoo, cantante e attrice sudcoreana
- 3 gennaio - Kim Seol-hyun, cantante, ballerina e attrice sudcoreana
- 3 gennaio - Kevin Manfredi, pilota motociclistico italiano
- 3 gennaio - Paddy Pimblett, artista marziale misto inglese
- 3 gennaio - Mylaine Tarrieu, calciatrice francese
- 3 gennaio - Tonny Vilhena, calciatore olandese
- 3 gennaio - Paulinho, calciatore brasiliano
- 4 gennaio - Juan Andrada, calciatore argentino
- 4 gennaio - Nicolò Basile, cestista italiano
- 4 gennaio - Jacob Birtwhistle, triatleta australiano
- 4 gennaio - Dīmītrios Chantakias, calciatore greco
- 4 gennaio - Tim Coleman, cestista statunitense
- 4 gennaio - Igor Engonga, calciatore spagnolo
- 4 gennaio - Elosman Euller Silva Cavalcanti, calciatore brasiliano
- 4 gennaio - Kaja Grobelna, pallavolista belga
- 4 gennaio - Maddie Hasson, attrice statunitense
- 4 gennaio - Gerard Johnson, ex giocatore di football americano e allenatore di football americano statunitense
- 4 gennaio - Sedin Karavdić, cestista sloveno
- 4 gennaio - Ricardo Kishna, ex calciatore olandese
- 4 gennaio - Mykola Kvasnyj, calciatore ucraino
- 4 gennaio - María Isabel, cantante, attrice e conduttrice televisiva spagnola
- 4 gennaio - Miguel Oliveira, pilota motociclistico portoghese
- 4 gennaio - Tobias Pachonik, calciatore tedesco
- 4 gennaio - Lucia Pasquale, velocista italiana
- 4 gennaio - Ben Pearson, calciatore inglese
- 4 gennaio - Nick Ponzio, pesista statunitense
- 4 gennaio - Alexandru Starîș, calciatore moldavo
- 4 gennaio - Mykyta Tatarkov, calciatore ucraino
- 4 gennaio - Tuuli Tomingas, biatleta estone
- 4 gennaio - Adam Webster, calciatore inglese
- 4 gennaio - Shohei Yabiku, lottatore giapponese
- 4 gennaio - Victor Da Silva, calciatore brasiliano
- 5 gennaio - Darío Aimar, calciatore ecuadoriano
- 5 gennaio - Faisal Bangal, calciatore mozambicano
- 5 gennaio - Shamil Borchashvili, judoka austriaco
- 5 gennaio - Luis Guillermo García, pallavolista portoricano
- 5 gennaio - Henrique Gelain Custodio, calciatore brasiliano
- 5 gennaio - Eric Mika, cestista statunitense
- 5 gennaio - Latu Vaeno, rugbista a 15 tongano
- 5 gennaio - Natan Węgrzycki-Szymczyk, canottiere polacco
- 6 gennaio - Aaliyah Brown, velocista statunitense
- 6 gennaio - Bartosz Bućko, pallavolista polacco
- 6 gennaio - Michaela DePrince, ballerina sierraleonese († 2024)
- 6 gennaio - Niklas Eg, ex ciclista su strada danese
- 6 gennaio - Arianna Fidanza, ciclista su strada e pistard italiana
- 6 gennaio - Raphael Guzzo, calciatore portoghese
- 6 gennaio - Mahdi Kamil, calciatore iracheno
- 6 gennaio - Karoline Offigstad Knotten, biatleta norvegese
- 6 gennaio - Joaquim Lobo, canoista mozambicano
- 6 gennaio - Zach Pfeffer, ex calciatore statunitense
- 6 gennaio - Pavlo Polehen'ko, calciatore ucraino
- 6 gennaio - Marfa Rabkova, attivista bielorussa
- 6 gennaio - Zhang Yuhan, nuotatrice cinese
- 7 gennaio - Jordan Bell, cestista statunitense
- 7 gennaio - Júnior Brandão, calciatore brasiliano
- 7 gennaio - Sindiswa Dlamini, regina swazilandese
- 7 gennaio - Ryan Elias, rugbista a 15 britannico
- 7 gennaio - Shay Facey, ex calciatore inglese
- 7 gennaio - Andrea Gasbarro, calciatore italiano
- 7 gennaio - Tomislav Gomelt, calciatore croato
- 7 gennaio - Leslie Grace, cantante e attrice statunitense
- 7 gennaio - Jaiber Jiménez, calciatore messicano
- 7 gennaio - Taras Kačaraba, calciatore ucraino
- 7 gennaio - Richie Laryea, calciatore canadese
- 7 gennaio - Enric Mas, ciclista su strada spagnolo
- 7 gennaio - Filipe Nascimento, calciatore portoghese
- 7 gennaio - Blanca Padilla, modella spagnola
- 7 gennaio - Julija Putinceva, tennista russa
- 7 gennaio - Roberto Rigali, velocista italiano
- 7 gennaio - Belay Tilahun, maratoneta e mezzofondista etiope
- 7 gennaio - Mate Tsintsadze, calciatore georgiano
- 7 gennaio - Laureano Antonio Villa Suárez, calciatore spagnolo
- 7 gennaio - İbrahim Çolak, ginnasta turco
- 8 gennaio - Ali Abdulkadir, ex calciatore somalo
- 8 gennaio - Taylan Antalyalı, calciatore turco
- 8 gennaio - Belén Arrojo, cestista spagnola
- 8 gennaio - Deng Hanwen, calciatore cinese
- 8 gennaio - Ryan Destiny, cantautrice, attrice e ballerina statunitense
- 8 gennaio - Paola Di Benedetto, conduttrice televisiva, conduttrice radiofonica e showgirl italiana
- 8 gennaio - Kyle Edmund, tennista britannico
- 8 gennaio - Stephen Hendrie, calciatore scozzese
- 8 gennaio - Nanami Irie, lottatrice giapponese
- 8 gennaio - Lucas Malcotti, schermidore svizzero
- 8 gennaio - Barnes Osei, calciatore ghanese
- 8 gennaio - Matti Steinmann, calciatore tedesco
- 8 gennaio - Myriam Sylla, pallavolista italiana
- 8 gennaio - Jordy de Wijs, calciatore olandese
- 9 gennaio - Barış Atik, calciatore tedesco
- 9 gennaio - Božidar Babović, ex cestista serbo
- 9 gennaio - Amin Badr, ex taekwondoka britannico
- 9 gennaio - Ander Cantero, calciatore spagnolo
- 9 gennaio - Jown Cardona, calciatore colombiano
- 9 gennaio - Julién Davenport, giocatore di football americano statunitense
- 9 gennaio - Fidel Escobar, calciatore panamense
- 9 gennaio - Ivan Galić, calciatore croato
- 9 gennaio - Ha Seung-ri, attrice sudcoreana
- 9 gennaio - David Jiménez Herrera, velocista spagnolo
- 9 gennaio - Serhij Kulynyč, calciatore ucraino
- 9 gennaio - Dominik Livaković, calciatore croato
- 9 gennaio - Nicola Peltz, attrice e regista statunitense
- 9 gennaio - Marco Pinato, calciatore italiano
- 9 gennaio - Grischa Prömel, calciatore tedesco
- 9 gennaio - Rafael Ramos, calciatore portoghese
- 9 gennaio - David Taylor, ex cestista tedesco
- 10 gennaio - Lovre Bašić, cestista croato
- 10 gennaio - Mohamed Buya Turay, calciatore sierraleonese
- 10 gennaio - Luana Flütsch, ex sciatrice alpina svizzera
- 10 gennaio - Maes, rapper francese
- 10 gennaio - Anass Houssein, judoka gibutiano
- 10 gennaio - Andreas Ivan, calciatore rumeno
- 10 gennaio - Erwin Koffi, calciatore francese
- 10 gennaio - Liu Junshuai, calciatore cinese
- 10 gennaio - Marwan Moussa, rapper egiziano
- 10 gennaio - Giuditta Nicolodi, cestista italiana
- 10 gennaio - Luca Sestak, pianista e compositore tedesco
- 10 gennaio - Tan Sixin, ginnasta cinese
- 10 gennaio - William White, ex calciatore bermudiano
- 10 gennaio - Zhu Yuling, tennistavolista cinese
- 10 gennaio - Bilarab bin Haytham Al Sa'id, principe omanita
- 10 gennaio - Özgür Özdemir, calciatore turco
- 11 gennaio - Giovanni Abagnale, canottiere italiano
- 11 gennaio - Jakob Blåbjerg, ex calciatore danese
- 11 gennaio - Corey Davis, ex giocatore di football americano statunitense
- 11 gennaio - Roger Duarte de Oliveira, calciatore brasiliano
- 11 gennaio - Michael Gilmore, cestista statunitense
- 11 gennaio - Samuel Gustafson, calciatore svedese
- 11 gennaio - Simon Gustafson, calciatore svedese
- 11 gennaio - Mohammed Husseini, calciatore tanzaniano
- 11 gennaio - Kim Ji-hyon, sciatore freestyle sudcoreano
- 11 gennaio - Johannes Joos, cestista tedesco
- 11 gennaio - Ibrahim Mensah, ex calciatore ghanese
- 11 gennaio - Caroline Pleidrup, calciatrice danese
- 11 gennaio - Kristens Putins, slittinista lettone
- 11 gennaio - Alejandro Romero, calciatore argentino
- 11 gennaio - John Ross, giocatore di football americano statunitense
- 11 gennaio - Joe Rothwell, calciatore inglese
- 11 gennaio - Victor Schuller, ex sciatore alpino francese
- 11 gennaio - Tiago Sá, calciatore portoghese
- 11 gennaio - Giorgia Tudisco, calciatrice italiana
- 11 gennaio - Mike Williams, ex giocatore di football americano statunitense
- 11 gennaio - Kaiyne Woolery, calciatore inglese
- 12 gennaio - Agustín Barán, calciatore uruguaiano
- 12 gennaio - Ottavia Cestonaro, triplista, lunghista e multiplista italiana
- 12 gennaio - Charilaos Charisīs, calciatore greco
- 12 gennaio - Youssoupha Fall, cestista senegalese
- 12 gennaio - Kristján Flóki Finnbogason, calciatore islandese
- 12 gennaio - Magdalena Fjällström, ex sciatrice alpina svedese
- 12 gennaio - Allisha Gray, cestista statunitense
- 12 gennaio - Žofia Hruščáková, cestista slovacca
- 12 gennaio - B Young, rapper britannico
- 12 gennaio - Alexandre Karolak, cestista francese
- 12 gennaio - Michael Kempter, calciatore svizzero
- 12 gennaio - Khalil Khamis, calciatore libanese
- 12 gennaio - Frank Martin, pugile statunitense
- 12 gennaio - Mike McGlinchey, giocatore di football americano statunitense
- 12 gennaio - Pavelh Ndzila, calciatore congolese (Repubblica del Congo)
- 12 gennaio - Nathy Peluso, cantautrice e rapper argentina
- 12 gennaio - Paolo Pescetto, rugbista a 15 italiano
- 12 gennaio - Martin Peterka, cestista ceco
- 12 gennaio - Alessio Romagnoli, calciatore italiano
- 12 gennaio - Jefre Vargas, calciatore venezuelano
- 12 gennaio - Maverick Viñales, pilota motociclistico spagnolo
- 13 gennaio - Antoine Batisse, calciatore francese
- 13 gennaio - Kenshiro Daniels, calciatore filippino
- 13 gennaio - Cedric Dubler, multiplista australiano
- 13 gennaio - Natalia Dyer, attrice statunitense
- 13 gennaio - Pedro Nuno, calciatore portoghese
- 13 gennaio - Asake, cantante nigeriano
- 13 gennaio - Carlos Ponck, calciatore capoverdiano
- 13 gennaio - Leandro Ribeiro, calciatore brasiliano
- 13 gennaio - Jacopo Vedovato, cestista italiano
- 13 gennaio - Eros Vlahos, attore e comico britannico
- 13 gennaio - Jovan Čađenović, calciatore montenegrino
- 14 gennaio - Hakim Borahsasar, calciatore belga
- 14 gennaio - Mihai Bălașa, calciatore rumeno
- 14 gennaio - Giōrgos Diamantakos, cestista greco
- 14 gennaio - Eleanor Harvey, schermitrice canadese
- 14 gennaio - Nicolas Huber, snowboarder svizzero
- 14 gennaio - Jessica January, cestista statunitense
- 14 gennaio - Alina Makarenko, ginnasta russa
- 14 gennaio - Sofia Marangoni, cestista italiana
- 14 gennaio - Anastasija Merkušyna, biatleta ucraina
- 14 gennaio - Erkebulan Tuńǵyshbaev, calciatore kazako
- 14 gennaio - Lucas Venuto, calciatore brasiliano
- 14 gennaio - Xun Fangying, tennista cinese
- 15 gennaio - Samra, rapper tedesco
- 15 gennaio - V.J. Beachem, ex cestista statunitense
- 15 gennaio - Sinan Bytyqi, allenatore di calcio e ex calciatore austriaco
- 15 gennaio - Darren Chen, attore taiwanese
- 15 gennaio - Chloe Collins, pallavolista statunitense
- 15 gennaio - Lautaro Comas, calciatore argentino
- 15 gennaio - Islam Dudaev, lottatore russo
- 15 gennaio - Gotytom Gebreslase, maratoneta e mezzofondista etiope
- 15 gennaio - Andrew Hjulsager, calciatore danese
- 15 gennaio - Jakob Kreuzer, calciatore austriaco
- 15 gennaio - Katsuya Nagato, calciatore giapponese
- 15 gennaio - Marvin Schulz, calciatore tedesco
- 15 gennaio - Anuar Tuhami, calciatore marocchino
- 16 gennaio - Sam Adekugbe, calciatore canadese
- 16 gennaio - Ibrahim Al Shami, attore e modello spagnolo
- 16 gennaio - Jonathan Allen, giocatore di football americano statunitense
- 16 gennaio - Danny Bakker, calciatore olandese
- 16 gennaio - Emiliano Boffelli, rugbista a 15 argentino
- 16 gennaio - Douglas Felisbino de Oliveira, calciatore brasiliano
- 16 gennaio - Marcus Epps, calciatore statunitense
- 16 gennaio - Antonia Figueroa, modella cilena
- 16 gennaio - Élie Gateau, ex sciatore alpino francese
- 16 gennaio - Kenna James, attrice pornografica statunitense
- 16 gennaio - Rosa Keleku, taekwondoka della Repubblica Democratica del Congo
- 16 gennaio - Arnold Knaub, giocatore di calcio a 5 kazako
- 16 gennaio - Lee Hye-in, schermitrice sudcoreana
- 16 gennaio - Veronica Madia, rugbista a 15 italiana
- 16 gennaio - Facundo Mallo, calciatore uruguaiano
- 16 gennaio - Rhys Marshall, calciatore nordirlandese
- 16 gennaio - Takumi Minamino, calciatore giapponese
- 16 gennaio - David Moore, giocatore di football americano statunitense
- 16 gennaio - Jules Moussard, scacchista francese
- 16 gennaio - Ayrton Páez, calciatore venezuelano
- 16 gennaio - Mirco Scarantino, ex sollevatore italiano
- 16 gennaio - Yebba, cantautrice statunitense
- 16 gennaio - Patryk Stępiński, calciatore polacco
- 16 gennaio - Jaylon Tate, cestista statunitense
- 16 gennaio - Erik Thomas, cestista argentino
- 16 gennaio - Tre'Davious White, giocatore di football americano statunitense
- 17 gennaio - Tetjana Antonjuk, cestista ucraina
- 17 gennaio - Katalin Burián, nuotatrice ungherese
- 17 gennaio - Chauncey Collins, cestista statunitense
- 17 gennaio - Santo Condorelli, nuotatore canadese
- 17 gennaio - Dejan Davidovac, cestista serbo
- 17 gennaio - Diney, calciatore capoverdiano
- 17 gennaio - Nikita Glasnović, taekwondoka svedese
- 17 gennaio - McKenzie Jacobson, ex pallavolista statunitense
- 17 gennaio - Filip Janković, calciatore serbo
- 17 gennaio - Dominique Janssen, calciatrice olandese
- 17 gennaio - Lalruatthara, calciatore indiano
- 17 gennaio - Chiara Massussi, calciatrice italiana
- 17 gennaio - Indya Moore, modella e attrice statunitense
- 17 gennaio - Greta Pinggera, ex slittinista italiana
- 17 gennaio - Matea Samardžić, ex nuotatrice croata
- 17 gennaio - Wang Chunyu, mezzofondista cinese
- 18 gennaio - Bryce Alford, cestista statunitense
- 18 gennaio - Gboly Ariyibi, calciatore statunitense
- 18 gennaio - Samu Castillejo, calciatore spagnolo
- 18 gennaio - José Cevallos Enríquez, calciatore ecuadoriano
- 18 gennaio - José Manuel Díaz, ciclista su strada spagnolo
- 18 gennaio - Leonard Fournette, giocatore di football americano statunitense
- 18 gennaio - Gloria Groove, rapper, compositore e attore brasiliano
- 18 gennaio - Chad Hansen, giocatore di football americano statunitense
- 18 gennaio - Sandra María Jessen, calciatrice islandese
- 18 gennaio - Lou Llobell, attrice spagnola
- 18 gennaio - Ahmed Mehideb, atleta paralimpico algerino
- 18 gennaio - Jack Miller, pilota motociclistico australiano
- 18 gennaio - Dylan Murnane, calciatore australiano
- 18 gennaio - Elías Már Ómarsson, calciatore islandese
- 18 gennaio - Farida Osman, nuotatrice egiziana
- 18 gennaio - Dragana Stanković, cestista serba
- 18 gennaio - James Thompson, cestista statunitense
- 19 gennaio - Domenico Acerenza, nuotatore italiano
- 19 gennaio - Çağla Akın, pallavolista turca
- 19 gennaio - Lewon Aġasyan, triplista armeno
- 19 gennaio - Maxime Gentges, ginnasta belga
- 19 gennaio - Iris, cantante belga
- 19 gennaio - D.J. Jones, giocatore di football americano statunitense
- 19 gennaio - Janee' Kassanavoid, martellista statunitense
- 19 gennaio - Zakaria Naidji, calciatore algerino
- 19 gennaio - Adam Najem, calciatore statunitense
- 19 gennaio - Mathieu van der Poel, ciclista su strada, ciclocrossista e mountain biker olandese
- 19 gennaio - Robinho, calciatore brasiliano
- 19 gennaio - Leonardo Rolón, calciatore argentino
- 19 gennaio - Maxi Rolón, calciatore argentino († 2022)
- 19 gennaio - Frederik Schram, calciatore danese
- 19 gennaio - Simon Skrabb, calciatore finlandese
- 19 gennaio - Philip Steven, calciatore papuano
- 19 gennaio - Simon Vitzthum, ex pistard, ex mountain biker e ex ciclocrossista svizzero
- 19 gennaio - Brandon Walters, cestista statunitense
- 19 gennaio - Melike Yılmaz, pallavolista turca
- 20 gennaio - Piet Allegaert, ciclista su strada belga
- 20 gennaio - Joey Badass, rapper e attore statunitense
- 20 gennaio - Eduard Bello, calciatore venezuelano
- 20 gennaio - Calum Chambers, calciatore inglese
- 20 gennaio - Kyōgo Furuhashi, calciatore giapponese
- 20 gennaio - José Giménez, calciatore uruguaiano
- 20 gennaio - Adrian Gomboc, judoka sloveno
- 20 gennaio - Savio Kabugo, calciatore ugandese
- 20 gennaio - Sam Nicholson, calciatore scozzese
- 20 gennaio - Phạm Đức Huy, calciatore vietnamita
- 20 gennaio - Clément Russo, ciclista su strada e ciclocrossista francese
- 20 gennaio - Ariane Rädler, sciatrice alpina austriaca
- 20 gennaio - Sergi Samper, calciatore spagnolo
- 20 gennaio - Davie Selke, calciatore tedesco
- 20 gennaio - Stefan Simič, calciatore ceco
- 20 gennaio - Jiří Sýkora, multiplista ceco
- 20 gennaio - Tedric Thompson, ex giocatore di football americano statunitense
- 20 gennaio - Wellington Zaza, ostacolista liberiano
- 21 gennaio - Emiliano Agüero, calciatore argentino
- 21 gennaio - Chloe Arthur, calciatrice britannica
- 21 gennaio - Luke Bambridge, ex tennista britannico
- 21 gennaio - Julija Belorukova, fondista russa
- 21 gennaio - Bernardo Cerezo, calciatore cileno
- 21 gennaio - Mesu Dolokoto, rugbista a 15 figiano
- 21 gennaio - Jake Elliott, giocatore di football americano statunitense
- 21 gennaio - Patrick Erras, calciatore tedesco
- 21 gennaio - Kupono Fey, pallavolista statunitense
- 21 gennaio - Tim Hölscher, calciatore tedesco
- 21 gennaio - Marine Johannès, cestista francese
- 21 gennaio - Darin Johnson, cestista statunitense
- 21 gennaio - Alanna Kennedy, calciatrice australiana
- 21 gennaio - Nguyễn Công Phượng, calciatore vietnamita
- 21 gennaio - Miriama Senokonoko, velocista figiana
- 21 gennaio - Antonio Senzatela, giocatore di baseball venezuelano
- 21 gennaio - Martina Sinigalia, schermitrice italiana
- 21 gennaio - Alejandro Speitzer, attore messicano
- 22 gennaio - Yared Bayeh, calciatore etiope
- 22 gennaio - Michael Bethea, ex cestista statunitense
- 22 gennaio - Facundo Castro, calciatore uruguaiano
- 22 gennaio - Dylan Chellamootoo, taekwondoka francese
- 22 gennaio - Ilyes Chetti, calciatore algerino
- 22 gennaio - Lee Desmond, calciatore irlandese
- 22 gennaio - Markus Eisenschmid, hockeista su ghiaccio tedesco
- 22 gennaio - Quinton Hooker, cestista statunitense
- 22 gennaio - Claudio Morra, calciatore italiano
- 22 gennaio - Nikola Rebić, cestista serbo
- 22 gennaio - Dimităr Velkovski, calciatore bulgaro
- 22 gennaio - Davis Webb, ex giocatore di football americano e allenatore di football americano statunitense
- 23 gennaio - Zoe Caneo, calciatrice italiana
- 23 gennaio - Daniel Carlson, giocatore di football americano statunitense
- 23 gennaio - Costanza Di Camillo, nuotatrice artistica italiana
- 23 gennaio - Lukas Fröde, calciatore tedesco
- 23 gennaio - Sebastián Herrera Cardona, calciatore colombiano
- 23 gennaio - Marius Høibråten, calciatore norvegese
- 23 gennaio - Brynton Lemar, cestista statunitense
- 23 gennaio - Pedro Rebocho, calciatore portoghese
- 23 gennaio - Doğukan Şanlı, cestista turco
- 23 gennaio - Anastasija Simanovič, pallanuotista russa
- 23 gennaio - Giōrgos Tzioumakas, pallavolista greco
- 23 gennaio - Stefano Vecchia, calciatore svedese
- 23 gennaio - Wang Shuang, calciatrice cinese
- 24 gennaio - Yeray Álvarez, calciatore spagnolo
- 24 gennaio - Jessy Bénet, calciatore francese
- 24 gennaio - Mirel Dragoste, cestista rumeno
- 24 gennaio - Dylan Everett, attore canadese
- 24 gennaio - Yuval Freilich, schermidore israeliano
- 24 gennaio - Ishak Ghaiou, lottatore algerino
- 24 gennaio - 3robi, rapper olandese
- 24 gennaio - Light, rapper greco
- 24 gennaio - Kim Yu-song, calciatore nordcoreano
- 24 gennaio - Callan McAuliffe, attore australiano
- 24 gennaio - Audrey McManiman, snowboarder canadese
- 24 gennaio - Víctor Milke, calciatore messicano
- 24 gennaio - Joni Mäki, fondista finlandese
- 24 gennaio - Matic Rebec, cestista sloveno
- 24 gennaio - Sergey Spivak, artista marziale misto moldavo
- 24 gennaio - Antonio Vicino, canottiere italiano
- 24 gennaio - Ignacio Vidal Miralles, calciatore spagnolo
- 24 gennaio - David Duarte, calciatore brasiliano
- 25 gennaio - Cedric Badjeck, calciatore camerunese († 2025)
- 25 gennaio - Joël Bopesu, calciatore congolese (Repubblica Democratica del Congo)
- 25 gennaio - Ramaric Etou, calciatore congolese (Repubblica del Congo)
- 25 gennaio - Stefan Hager, calciatore austriaco
- 25 gennaio - Billy Harris, tennista britannico
- 25 gennaio - Sam Hendriks, calciatore olandese
- 25 gennaio - Kewin, calciatore brasiliano
- 25 gennaio - Micah Kiser, giocatore di football americano statunitense
- 25 gennaio - Alyona Kolesnik, lottatrice azera
- 25 gennaio - Michail Kovalenko, calciatore russo
- 25 gennaio - Tasos Krītikos, calciatore greco
- 25 gennaio - Matilde Malatesta, calciatrice italiana
- 25 gennaio - Elhadji Malick Tall, calciatore senegalese
- 25 gennaio - Masaya Matsumoto, calciatore giapponese
- 25 gennaio - Yorgelis Rodríguez, multiplista e altista cubana
- 25 gennaio - Filipe Sousa, pallavolista portoghese
- 25 gennaio - Carlo Tacchini, canoista italiano
- 25 gennaio - Costa Titch, rapper sudafricano († 2023)
- 25 gennaio - Trevon Young, giocatore di football americano statunitense
- 26 gennaio - Steven Almeida, calciatore messicano
- 26 gennaio - Juan David Castañeda, calciatore colombiano
- 26 gennaio - Jean-Charles Castelletto, calciatore francese
- 26 gennaio - Tomáš Chorý, calciatore ceco
- 26 gennaio - Joshua Dobbs, giocatore di football americano statunitense
- 26 gennaio - Ross Dwelley, giocatore di football americano statunitense
- 26 gennaio - Jordan Johnson, cestista statunitense
- 26 gennaio - Nicolás Leguizamón, calciatore argentino
- 26 gennaio - Felix Lohkemper, calciatore tedesco
- 26 gennaio - Alexander Madsen, cestista finlandese
- 26 gennaio - Nemanja Maksimović, calciatore serbo
- 26 gennaio - Jakub Nečas, calciatore ceco
- 26 gennaio - Cristian Ponde, calciatore portoghese
- 26 gennaio - Ilaria Rigon, calciatrice italiana
- 26 gennaio - Garry Ringrose, rugbista a 15 irlandese
- 26 gennaio - Agustín Sufi, calciatore argentino
- 26 gennaio - Ivan Tauferer, ex hockeista su ghiaccio italiano
- 26 gennaio - Matheus de Mello Costa, calciatore brasiliano
- 27 gennaio - Tom Alte, cestista tedesco
- 27 gennaio - Vedat Bora, calciatore turco
- 27 gennaio - Antonino Bossolo, taekwondoka italiano
- 27 gennaio - Alex Cappa, giocatore di football americano statunitense
- 27 gennaio - Callum Elder, calciatore australiano
- 27 gennaio - Mauro Estol, calciatore uruguaiano
- 27 gennaio - Jordan Evans, ex giocatore di football americano statunitense
- 27 gennaio - Claire Felix, pallavolista e allenatrice di pallavolo statunitense
- 27 gennaio - Benedetta Gargari, attrice italiana
- 27 gennaio - Thierry Graça, calciatore capoverdiano
- 27 gennaio - Staniša Mandić, calciatore serbo
- 27 gennaio - Àlex Monner, attore spagnolo
- 27 gennaio - Harrison Reed, calciatore inglese
- 27 gennaio - Bryan Reynolds, giocatore di baseball statunitense
- 27 gennaio - Emil Rockov, calciatore serbo
- 27 gennaio - Adewale Sapara, calciatore nigeriano
- 27 gennaio - Gō Yamamoto, combinatista nordico giapponese
- 27 gennaio - Hussein Zein, calciatore libanese
- 27 gennaio - Willyan, calciatore brasiliano
- 28 gennaio - Peet Bijen, ex calciatore olandese
- 28 gennaio - Diego Coelho, calciatore uruguaiano
- 28 gennaio - Wylan Cyprien, calciatore francese
- 28 gennaio - Francisco Di Franco, calciatore argentino
- 28 gennaio - Merle Frohms, calciatrice tedesca
- 28 gennaio - Diego González Polanco, calciatore spagnolo
- 28 gennaio - Calvin Hemery, tennista francese
- 28 gennaio - Marc-Oliver Kempf, calciatore tedesco
- 28 gennaio - András Kállay-Saunders, cantante statunitense
- 28 gennaio - Rodny Lopes Cabral, calciatore olandese
- 28 gennaio - Kevin Mercado, calciatore ecuadoriano
- 28 gennaio - Bevic Moussiti-Oko, calciatore congolese (Repubblica del Congo)
- 28 gennaio - Narciso Orellana, calciatore salvadoregno
- 28 gennaio - Elier Pozo, calciatore cubano
- 28 gennaio - Raphaella Monteiro da Silva, cestista brasiliana
- 28 gennaio - Valentina Rodini, ex canottiera italiana
- 28 gennaio - Inovel Romero, pallavolista cubano
- 28 gennaio - Alef dos Santos Saldanha, calciatore brasiliano
- 29 gennaio - Kubilay Aktaş, calciatore francese
- 29 gennaio - Jamie Allen, calciatore inglese
- 29 gennaio - Luka Bašić, pallavolista francese
- 29 gennaio - Jack Gibbs, ex cestista statunitense
- 29 gennaio - Alexandros Kartalīs, calciatore greco
- 29 gennaio - Praneel Naidu, calciatore figiano
- 29 gennaio - Federico Puente, calciatore uruguaiano
- 29 gennaio - Bohdan Sarnavs'kyj, calciatore ucraino
- 29 gennaio - RG Snyman, rugbista a 15 sudafricano
- 29 gennaio - Sebastian Stolze, calciatore tedesco
- 29 gennaio - Joaquín Szuchman, cestista argentino
- 29 gennaio - Sergio Villareal, calciatore colombiano
- 30 gennaio - Lucas Ahijado, calciatore spagnolo
- 30 gennaio - Danielle Campbell, attrice statunitense
- 30 gennaio - Juan Lebrón Chincoa, sportivo spagnolo
- 30 gennaio - Souleymane Diarra, calciatore maliano
- 30 gennaio - Urtzi Iriondo, calciatore spagnolo
- 30 gennaio - Grégory Karlen, calciatore svizzero
- 30 gennaio - Viktorija Komova, ex ginnasta russa
- 30 gennaio - Ibrahim Koné, calciatore ivoriano
- 30 gennaio - Jack Laugher, tuffatore britannico
- 30 gennaio - Tyquan Lewis, giocatore di football americano statunitense
- 30 gennaio - Marcos Llorente, calciatore spagnolo
- 30 gennaio - Juan Felipe Osorio, ciclista su strada colombiano
- 30 gennaio - Tomás Podstawski, calciatore portoghese
- 30 gennaio - Alexander Purnell, canottiere australiano
- 30 gennaio - Carlos Mario Rodríguez, calciatore colombiano
- 30 gennaio - Jullian Taylor, giocatore di football americano statunitense
- 31 gennaio - Herbert Bockhorn, calciatore tedesco
- 31 gennaio - Romain Gall, calciatore francese
- 31 gennaio - Mïxaïl Golwbnïchïý, calciatore kazako
- 31 gennaio - Isaak, cantante tedesco
- 31 gennaio - Linnae Harper, cestista statunitense
- 31 gennaio - Tuukka Lehtonen, giocatore di football americano finlandese
- 31 gennaio - Christy Manzinga, calciatore francese
- 31 gennaio - Michaël Maria, ex calciatore olandese
- 31 gennaio - Laura Melandri, pallavolista italiana
- 31 gennaio - Ijiel Protti, calciatore argentino
- 31 gennaio - Jalen Reeves-Maybin, giocatore di football americano statunitense
- 31 gennaio - Nina Sublatti, cantante, cantautrice e modella georgiana
- 31 gennaio - Gildo Vilanculos, calciatore mozambicano